# Хатулєв Віктор Вікторович
Віктор Хатулєв (латис. Viktors Hatuļevs; 17 лютого 1955, Рига, Латвійська РСР, СРСР — 7 жовтня 1994, Рига, Латвія) — латвійський хокеїст радянської доби. Перший з хокеїстів Радянського Союзу, який був обраний на драфті Національної хокейної ліги.

## Життєпис
У складі ризького «Динамо» дебютував у сезоні 1973/74. Спочатку виступав на позиції лівого нападника, а згодом перекваліфікувався у захисника. Переможець неофіційних чемпіонатів світу серед молодіжних команд 1974 і 1975 років. На першому турнірі став найрезультативнішим гравцем своєї команди, а на другому — був визнаний найкращим нападником. Любив грати жорстко, навіть жорстоко, ніхто не міг зрівнятися з ним по потужності й агресії. Величезний, за тогочасними хокейним мірками, і неймовірно сильний був, проте, одним з найталановитіших представників радянської школи 70-х. Володів чудовою технікою катання, швидкістю і спортивною злістю, яка була притаманна канадському хокею.
Перший з радянських хокеїстів, який був обраний на драфті Національної хокейної ліги. У дев'ятому раунді 1975 року на нього отримав права клуб «Філадельфія Флаєрс». Цей факт приховувався керівництвом радянського хокею, а сам Хатулєв дізнався про це лише через три роки, під час другої поїздки до Північної Америки.
У складі національної збірної дебютував 20 грудня 1977 року на престижному міжнародному турнірі газети «Известия». Радянські хокеїсти здобули перемогу над збірною Фінляндії (7:3). Також виходив на хокейний майданчик і в поєдинку з шведською командою. Наступного року збірна СРСР перемогла в аналогічному турнірі, а Віктор Хатулєв брав участь у всіх чотирьох матчах.
Захищав кольори збірної клубів СРСР у суперсерії 1977/78 з клубами Всесвітньої хокейної асоціації. Відзначився закинутою шайбою у ворота «Нью-Інгланд Вейлерс». Наступного року підсилив московські «Крила Рад», які летіли до Північної Америки, на чотири матчі з клубами НХЛ. У суперсерії 1978/79 закинув дві шайби: воротарям «Міннесоти Норз-Старс» і «Бостон Брюїнс».
29 січня 1979 року «Динамо» проводило домашній поєдинок з московським ЦСКА. Після зіткнення з Володимиром Вікуловим, Віктор Хатулєв був вилучений на лаву «штрафників» і вислухав чималу порцію зауважень від арбітрів матчу. Особливо старався помічник головного судді Михайло Галіновський, який розмахував перед обличчям хокеїста руками і тянув його на себе. Віктор Хатулєв відштовхнув невгамовного рефері й отримав за це довічну дискаліфікацію. Після московської Олімпіади її анулювали. Кольори ризького «Динамо» захищав ще два сезони. Завершив ігрову кар'єру в 26 років. Всього в чемпіонатах СРСР провів 199 матчі, 42 закинуті шайби, 42 результативні передачі.
Надалі працював таксистом, складським робітником і гравером на цвинтарі. Зловживав спиртними напоями. Помер у 39 років, прямо на вулиці, від серцевого нападу.
За версією інтернет-видання «Sports.ru» входить до символічної збірної «Динамо» радянської доби: Ірбе, Хатулєв — Крикунов, Балдеріс — Фроліков — Знарок.

## Статистика
| Сезон         | Клуб            | Ліга          | Регулярний сезон | Регулярний сезон | Регулярний сезон | Регулярний сезон | Регулярний сезон | Плей-оф | Плей-оф | Плей-оф | Плей-оф | Плей-оф |
| Сезон         | Клуб            | Ліга          | І                | Г                | П                | О                | ШХ               | І       | Г       | П       | О       | ШХ      |
| ------------- | --------------- | ------------- | ---------------- | ---------------- | ---------------- | ---------------- | ---------------- | ------- | ------- | ------- | ------- | ------- |
| 1973–74       | «Динамо» (Рига) | СРСР          | 18               | 7                |                  |                  |                  | —       | —       | —       | —       | —       |
| 1974–75       | «Динамо» (Рига) | СРСР          | 16               | 2                |                  |                  |                  | —       | —       | —       | —       | —       |
| 1975–76       | «Динамо» (Рига) | СРСР          | 27               | 6                | 5                | 11               |                  | —       | —       | —       | —       | —       |
| 1976–77       | «Динамо» (Рига) | СРСР          | 32               | 4                | 4                | 8                |                  | —       | —       | —       | —       | —       |
| 1977–78       | «Динамо» (Рига) | СРСР          | 29               | 8                | 12               | 19               |                  | —       | —       | —       | —       | —       |
| 1978–79       | «Динамо» (Рига) | СРСР          | 34               | 8                | 12               | 20               | 48               | —       | —       | —       | —       | —       |
| 1979–80       | «Динамо» (Рига) | СРСР          | 19               | 3                | 6                | 9                | 12               | —       | —       | —       | —       | —       |
| 1980–81       | «Динамо» (Рига) | СРСР          | 24               | 4                | 3                | 7                | 24               | —       | —       | —       | —       | —       |
| Усього в СРСР | Усього в СРСР   | Усього в СРСР | 199              | 42               |                  |                  |                  | —       | —       | —       | —       | —       |